# Chinesische Fußballnationalmannschaft der Frauen/Weltmeisterschaften
Der Artikel beinhaltet eine ausführliche Darstellung der chinesischen Fußballnationalmannschaft der Frauen bei Weltmeisterschaften. Die Volksrepublik China richtete zweimal die WM-Endrunde der Frauen aus und konnte sich zudem sechsmal für die Endrunde qualifizieren. Nur für die WM 2011 konnten sich die Chinesinnen nicht qualifizieren. 2023 schieden die Chinesinnen erstmals nach der Gruppenphase aus. Die Mannschaft belegt in der ewigen Tabelle als beste asiatische und beste Mannschaft mit nur acht Teilnahmen Platz 7 dank der besseren Tordifferenz vor den seit 2023 punktgleichen Japanerinnen, die immer teilnahmen. Die Chinesinnen haben als erste Mannschaft ein WM-Finale der Frauen durch ein Elfmeterschießen verloren und sind der erste Finalist, der sich nicht für alle Endrunden qualifizieren konnte.

## Übersicht
| Jahr | Gastgeberland             | Teilnahme bis …    | Gegner                   | Ergebnis         | Trainer                | Bemerkungen und Besonderheiten |
| ---- | ------------------------- | ------------------ | ------------------------ | ---------------- | ---------------------- | --- |
| 1991 | Volksrepublik China       | Viertelfinale      | Schweden                 | 5.               | Shang Ruihua           | |
| 1995 | Schweden                  | Spiel um Platz 3   | USA                      | 4.               | Yuanan Ma              | |
| 1999 | USA                       | Finale             | USA                      | Vize-Weltmeister | Yuanan Ma              | Niederlage im Elfmeterschießen |
| 2003 | USA                       | Viertelfinale      | Kanada                   | 6.               | Ma Liangxing           | |
| 2007 | Volksrepublik China       | Viertelfinale      | Norwegen                 | 5.               | Marika Domanski Lyfors | Höchste Niederlage eines Gastgebers |
| 2011 | Deutschland               | nicht qualifiziert |                          |                  |                        | Bei der Asienmeisterschaft 2010 am späteren Weltmeister Japan gescheitert                                                              |
| 2015 | Kanada                    | Viertelfinale      | USA                      | 8.               | Hao Wei                | In der Gruppenphase traf die Mannschaft auf Kanada, Neuseeland sowie die Niederlande und erreichte als Gruppenzweiter das Achtelfinale |
| 2019 | Frankreich                | Achtelfinale       | Italien                  | 14.              | Jia Xiuquan            | Als erste Mannschaft sportlich qualifiziert Gruppengegner waren Deutschland, Spanien und Südafrika                                     |
| 2023 | Australien und Neuseeland | Vorrunde           | Dänemark, Haiti, England | 23.              | Shui Qingxia           | Als Asienmeisterschaft 2022 qualifiziert                                                                                               |

## Statistik
(Angaben inkl. 2023: Neun Weltmeisterschaften; Prozentangaben sind gerundet)
- nicht teilgenommen: nie (0 %)
- nicht qualifiziert: einmal (11,1 %)
- ohne Qualifikation qualifiziert (als Gastgeber): zweimal (22,2 %)
- sportlich qualifiziert: sechsmal (66,7 % bzw. 85,7 % der Versuche)
  - Vorrunde: einmal (11,1 %, 2023)
  - Achtelfinale: einmal (11,1 %, 2019)
  - Viertelfinale: viermal (44,4 %; 1991, 2003, 2007 und 2015)
  - Spiel um Platz 3: einmal (11,1 %; 1995)
  - Vizeweltmeister: einmal (11,1 %; 1999)

## Die Turniere

### WM 1991 in der Volksrepublik China
Da die erste WM der Frauen in der VR China stattfand, mussten sich die Chinesinnen nicht qualifizieren. Dennoch nahm die Mannschaft an der Asienmeisterschaft 1991 teil, die den anderen asiatischen Mannschaften als Qualifikation diente. Die VR China gewann die Meisterschaft mit fünf Siegen und wäre somit auch sportlich qualifiziert gewesen.
Bei der Endrunde wurden der VR China die Mannschaften von Norwegen, Dänemark und Neuseeland zugelost. Am 16. November 1991 bestritten die VR China und Norwegen in Guangzhou das erste offizielle WM-Spiel der Frauen. Dabei erzielte Ma Li in der 22. Minute das erste WM-Tor. In der zweiten Halbzeit schossen die Chinesinnen dann drei weitere Tore und gewannen mit 4:0. Im zweiten Spiel gegen Dänemark mussten sie sich nach 1:2-Rückstand mit einem 2:2 zufriedengeben, konnten aber das letzte Spiel gegen Neuseeland mit 4:1 gewinnen und wurden damit Gruppensieger. Im Viertelfinale trafen sie auf Schweden. Bereits in der 3. Spielminute gelang Pia Sundhage das 1:0 für die Skandinavierinnen, wobei es bis zum Ende blieb. Damit waren die Chinesinnen ausgeschieden.

### WM 1995 in Schweden
Vier Jahre später mussten sich die Chinesinnen dann tatsächlich qualifizieren. Als Qualifikation dienten die Asienspiele 1994 in Hiroshima. Dabei trafen in einer Vierergruppe zunächst Japan, die Republik China, die VR China und Südkorea aufeinander. Nach einem 1:1 gegen Japan, gewannen beide gegen die beiden anderen Mannschaften und trafen dann im Finale erneut aufeinander, das die Chinesinnen mit 2:0 gewannen. Beide Finalisten fuhren zur WM, die zum ersten Mal auf europäischem Boden stattfand.
Bei der WM in Schweden wurden ihnen Titelverteidiger USA, Australien und wieder Dänemark zugelost. Mit einem 3:3 gegen die USA nach 0:2- und 1:3-Rückstand begannen sie die Gruppenspiele. Gegen Australien folgte ein 4:2 und gegen Dänemark ein 3:1. Punktgleich mit den USA wurden sie dann aufgrund der schlechteren Tordifferenz Gruppenzweite. Im Viertelfinale trafen sie auf den Gastgeber und damit wie vier Jahre zuvor auf Schweden. Die Chinesinnen gingen in der 29. Minute mit 1:0 in Führung und dabei blieb es bis zur 90. Minute. In der dritten Minute der Nachspielzeit gelang dann Ulrika Kalte noch der Ausgleich für die Schwedinnen. Da in der anschließenden Verlängerung keine Mannschaft ein Tor erzielen konnte, gab es das erste Elfmeterschießen bei einer WM der Frauen. Hier hatten die Chinesinnen die etwas besseren Torschützinnen und kamen durch ein 4:3 erstmals ins Halbfinale. Die Chinesinnen verloren dann aber im Halbfinale gegen Europameister Deutschland durch ein von Bettina Wiegmann in der 88. Minute erzieltes Tor mit 0:1 und auch das kleine Finale gegen die USA mit 0:2. Mit dem vierten Platz hatten sich die Chinesinnen aber für das erste Fußballturnier der Frauen bei den Olympischen Spielen 1996 qualifiziert, an dem nur die acht besten Mannschaften der WM teilnehmen konnten.

### WM 1999 in den USA
Für die dritte Weltmeisterschaft qualifizierten sich die Chinesinnen als Sieger der Fußball-Asienmeisterschaft der Frauen 1997. Nach drei Vorrundensiegen gegen Nordkorea, Usbekistan und die Philippinen wurde dann im Halbfinale mit 10:0 gegen die Republik China gewonnen und damit das WM-Ticket gebucht. Im Finale wurde dann Nordkorea nochmals besiegt, das sich aber durch den Finaleinzug ebenfalls qualifiziert hatte.
In den USA gewannen sie das Auftaktspiel gegen die Schwedinnen mit 2:1, mit einem 7:0 gegen WM-Neuling Ghana, bei dem Sun Wen drei Tore erzielte und einem 3:1 gegen Ozeanienmeister Australien wurde die Gruppe gewonnen. Im Viertelfinale trafen sie auf den Nachbarn Russland und gewannen mit 2:0. Im Halbfinale folgte ein 5:0 gegen Titelverteidiger Norwegen, womit der höchste Sieg gegen einen Titelverteidiger bei einer WM gelang. Im Finale vor der Rekordkulisse von 90.185 Zuschauern trafen sie dann auf den Gastgeber USA. Bei keinem von der FIFA anerkannten Frauenfußballspiel gab es mehr Zuschauer. Nach torlosen 120 Minuten musste erstmals bei einer WM der Frauen das Elfmeterschießen entscheiden. Während alle fünf US-Girls verwandeln konnten, scheiterte Liu Ying an Briana Scurry. Mit der Vizemeisterschaft errangen die Chinesinnen aber die bis heute beste Platzierung. Danach konnte nicht mehr an die Leistungen von 1999 angeknüpft werden. Sun Wen und die Brasilianerin Sissi wurden mit je sieben Toren gemeinsame Torschützenköniginnen. Sun Wen wurde ferner mit dem Goldenen Ball als beste Spielerin des Turniers ausgezeichnet. Zudem erhielt die VR China den Fairplaypreis.

### WM 2003 in den USA
Eigentlich sollte die WM 2003 dann wieder in der VR China stattfinden. Wegen der SARS-Epidemie wurde das Turnier kurzfristig in die USA verlegt. Damit fand die WM zum zweiten Mal in den USA statt. Die Chinesinnen mussten sich daher erneut qualifizieren, wozu wieder die Asienmeisterschaft diente. In der Gruppenphase setzten sich die Chinesinnen mit drei Siegen gegen die Nachbarn Vietnam (6:0) und Indien (12:0) sowie Usbekistan (11:0) durch, womit bereits die WM-Qualifikation perfekt war. Im Halbfinale folgte ein 3:1 gegen Südkorea, das Finale wurde dann mit 1:2 durch Golden Goal gegen Nordkorea verloren.
In den USA trafen sie im ersten Gruppenspiel auf Ghana und gewannen mit 1:0. Gegen Ozeanienmeister Australien folgte dann ein 1:1. Mit einem 1:0 gegen Russland, das bereits für das Viertelfinale qualifiziert war, wurde die Gruppe dann aber noch als Sieger abgeschlossen und ebenfalls das Viertelfinale erreicht. Hier war Kanada der Gegner und nach einem 0:1 war die WM für die Chinesinnen beendet.

### WM 2007 in der Volksrepublik China
Vier Jahre später fand dann die WM doch zum zweiten Mal in der VR China statt, womit sich die Chinesinnen nicht qualifizieren mussten. Dennoch nahmen sie an der Asienmeisterschaft 2006 teil, die als Qualifikation für die anderen Mannschaften des AFC diente. Die VR China konnte, nachdem zweimal in Folge Nordkorea besser war, zum achten und bis heute letzten Mal den Titel gewinnen und stellte damit einen Rekord für offizielle Kontinentalmeisterschaften auf, der erst 2013 von Deutschland eingestellt wurde.
Zur WM traten die Chinesinnen dann erstmals mit einer ausländischen Trainerin, der Schwedin Marika Domanski Lyfors an, die bereits 1999 und 2003 Schweden bei der WM betreut hatte. Bei der Endrunde war die VR China neben Titelverteidiger Deutschland, Rekordweltmeister USA und Norwegen gesetzt. Zugelost wurden den Chinesinnen Ozeanienmeister Neuseeland, Brasilien und wie schon zweimal zuvor Dänemark. Gegen die Däninnen bestritten sie dann das Auftaktspiel. Nach 2:0-Führung mussten sie zwar noch den 2:2-Ausgleich hinnehmen, konnten aber durch das dritte Tor eine Minute nach dem Ausgleich letztlich mit 3:2 gewinnen. Im Spiel gegen Brasilien wurde dann mit 0:4 verloren, der höchsten Niederlage eines Gastgebers einer WM der Frauen. Mit einem 2:0 gegen Neuseeland wurde aber noch als Gruppenzweiter das Viertelfinale erreicht. Hier war aber nach einem 0:1 gegen Norwegen Endstation und für acht Jahre verabschiedeten sich die Chinesinnen von der WM-Bühne.

### WM 2011 in Deutschland
Für die WM in Deutschland konnte sich die VR China erstmals nicht qualifizieren. Bei der Asienmeisterschaft 2010, die in der VR China stattfand, konnten die Chinesinnen den Heimvorteil nicht nutzen und wurden nur Vierter. Zwar wurden nach einem torlosen Start gegen Südkorea noch zwei Siege gegen Vietnam (5:0) und Australien (1:0) erreicht, womit die Qualifikation für das Halbfinale gelang, in diesem wurde aber gegen Nordkorea mit 0:1 verloren. Da auch das Spiel um Platz 3 mit 0:2 gegen Japan verloren wurde, fand erstmals eine WM der Frauen ohne die VR China statt. Stattdessen mussten die Chinesinnen aus der Ferne zusehen wie Japan als erste asiatische Mannschaft Weltmeister wurde.

### WM 2015 in Kanada
In der Qualifikation für die WM in Kanada, für die den Asiatinnen nach der Aufstockung des Teilnehmerfeldes nun fünf Startplätze zugestanden wurden, setzten sich die Chinesinnen bei der Asienmeisterschaft 2014 als Dritter durch. Nach einem 7:0 gegen Thailand zum Auftakt der Gruppenphase folgte ein 3:0 gegen Myanmar, so dass ein 0:0 gegen Südkorea reichte um als Gruppenzweiter das Halbfinale zu erreichen und damit die WM in Kanada. Das Halbfinale wurde aber gegen Weltmeister Japan mit 1:2 verloren. Im Spiel um Platz 3 gelang dann ein 2:1 gegen Südkorea. Neben dem neuen Asienmeister und den Chinesinnen qualifizierten sich noch Australien als Zweiter, Südkorea als Vierter und erstmals Thailand als Fünfter.
Bei der Auslosung der Gruppen war die Chinesinnen VR China nicht gesetzt und wurde der Gruppe A mit Gastgeber Kanada zugelost, gegen den das Eröffnungsspiel bestritten wurde. Weitere Gruppengegner waren Neuseeland und WM-Neuling Niederlande. Die Chinesinnen reisten mit der längsten Serie von Spielen ohne Sieg an und verloren auch das Eröffnungsspiel gegen Kanada mit 0:1, allerdings erst durch ein Tor per Elfmeter in der Nachspielzeit. Im zweiten Gruppenspiel gegen die Niederlande konnte die Serie gestoppt werden, wobei auch hier der 1:0-Siegtreffer erst in der Nachspielzeit fiel. Durch ein 2:2 im letzten Gruppenspiel gegen Neuseeland erreichten sie als Gruppenzweiter das Achtelfinale. Im Achtelfinale bezwangen sie die Überraschungsmannschaft aus Kamerun, die erstmals teilnahm und bester der acht Neulinge war, mit 1:0. Im darauffolgenden Viertelfinale kam es zur Finalrevanche von 1999 gegen die USA. Aus den damaligen Finalkadern stand 2015 nur noch die mittlerweile älteste WM-Spielerin Christie Rampone im US-Kader, die aber in beiden Spielen nicht eingesetzt wurde. Die US-Amerikanerinnen dominierten das Spiel, vergaben aber viele Chancen während die Chinesinnen im ganzen Spiel nur einmal aufs Tor der US-Girls schossen. Wie 1999 ging das Spiel ohne Tore in die zweite Halbzeit, aber sechs Minuten nach Wiederanpfiff gelang Carli Lloyd der Treffer zum 1:0-Sieg. Die Chinesinnen schieden damit zum vierten Mal im Viertelfinale aus. Mit dem Viertelfinalaus endete auch die Amtszeit von Trainer Hao Wei. Im September wurde der frühere französische Nationaltrainer Bruno Bini als Nachfolger verpflichtet.

### WM 2019 in Frankreich
In der Qualifikation für die WM in Frankreich, für die den Asiatinnen wieder fünf Startplätze zugestanden wurden, qualifizierte sich die VR China durch das Erreichen des Halbfinales bei der Asienmeisterschaft 2018 als erste Mannschaft sportlich für die WM-Endrunde. Für diese Meisterschaft, die im April 2018 in Jordanien stattfand, waren die Chinesinnen automatisch qualifiziert. Durch drei Siege gegen Thailand, die Philippinen und Gastgeber Jordanien wurde sowohl das Halbfinale der Asienmeisterschaft als auch die WM-Endrunde erreicht. Im Halbfinale scheiterten die Chinesinnen dann an Japan, konnten das Spiel um Platz 3 aber gegen Thailand gewinnen.
Bei der WM in Frankreich traf die VR China in der Gruppenphase auf Deutschland, Spanien und WM-Neuling Südafrika. Gegen Deutschland fielen die Chinesinnen vor allem durch ihre harte Spielweise auf. Die deutsche Spielmacherin Dzsenifer Marozsán erlitt einen Zehenbruch und fiel für den Rest der Gruppenspiele aus. Die Chinesinnen standen zwar unter Dauerdruck, hatten aber nach Fehlern der deutschen Abwehr in der ersten Hälfte die besseren Torchancen, die aber nicht genutzt wurden. In der zweiten Halbzeit gelang Giulia Gwinn dann das einzige Tor des Spiels. Gegen Südafrika konnten die Chinesinnen durch ein Tor von Li Ying mit 1:0 gewinnen. Schon vor dem Spiel gegen Spanien stand fest, dass beide Mannschaften aufgrund der Ergebnisse der Gruppe E und F, bei einem Unentschieden das Achtelfinale erreichen würden. So gingen beide kein hohes Risiko ein und erreichten nach torlosen 90 Minuten das Achtelfinale. Im Achtelfinale trafen die Chinesinnen dann als einer der vier besten Gruppendritten auf Italien und verloren mit 0:2.

### WM 2023 in Australien und Neuseeland
Für die erste WM der Frauen in zwei Ländern mussten sich die Chinesinnen bei der Asienmeisterschaft 2022 in Indien qualifizieren, für die sie automatisch qualifiziert waren. Beim Turnier Ende Januar/Anfang Februar besiegten sie zunächst Chinese Taipeh mit 4:0 und dann den Iran mit 7:0. Da die indische Mannschaft nach mehreren COVID-19-positiv getesteten Spielerinnen nach dem ersten Spiel zurückgezogen wurde, entfiel das dritte Gruppenspiel für die Chinesinnen. Im Viertelfinale trafen sie auf Vietnam und zogen durch einen 3:1-Sieg nicht nur ins Halbfinale ein, sondern qualifizierten sich auch für die WM-Endrunde. Im Halbfinale gegen Titelverteidiger Japan erreichten sie nach zweimaligem Rückstand ein 2:2 nach Verlängerung und gewannen das folgende Elfmeterschießen mit 4:3. Im Finale trafen sie auf Südkorea, das erstmals im Finale stand und das nach 45+3 Minuten mit 2:0 vorne lag. In der zweiten Halbzeit konnten die Chinesinnen das Spiel drehen und in der dritten Minute der Nachspielzeit den 3:2-Siegtreffer erzielen, womit sie zum neunten Mal den Titel gewannen.
Bei der Auslosung am 22. Oktober 2022 wurde China der Gruppe mit Europameister England als Gruppenkopf, Dänemark und einer Mannschaft zugelost, die sich im Februar beim interkontinentalen Play-off-Turnier noch qualifizieren muss. Dies ist Haiti, das sich gegen Chile und den Senegal durchsetzte. Gegen Haiti ist es das erste Spiel und nur dieses wurde durch einen verwandelten Strafstoß gewonnen. Zuvor wurde gegen Dänemark mit 0:1 verloren und gegen England kassierten sie zum Schluss ihre höchste WM-Niederlage. Damit schieden die Chinesinnen erstmals nach der Gruppenphase aus.

## Spiele
Die VR China bestritt bisher 36 WM-Spiele. Davon wurden 17 gewonnen, zwölf verloren und sieben endeten remis. Zweimal gingen Spiele in die Verlängerung, da ein Sieger ermittelt werden musste. Eins wurde im Elfmeterschießen gewonnen und eins verloren. Die VR China bestritt das erste Eröffnungsspiel 1991 als Gastgeber und 2015 das bisher vorletzte gegen den Gastgeber. Die VR China hatte acht Heimspiele und spielte insgesamt dreimal gegen den Gastgeber: 1995 und 1999, in beiden Fällen kam es zu Elfmeterschießen, sowie 2015. Die VR China spielte zweimal gegen den späteren Weltmeister (1999 im Finale und 2015 im Viertelfinale jeweils gegen die USA) und dreimal gegen den Titelverteidiger. China spielte am häufigsten (4-mal) gegen die USA. Nur drei Spiele waren die bisher ersten gegen die jeweiligen Gegner.
Die VR China spielte bisher gegen Mannschaften aller anderen Konföderationen aber nur gegen die Meister von Europa, Nord- und Mittelamerika sowie Ozeanien (10-mal), am häufigsten (6-mal) gegen den Ozeanienmeister (je dreimal Australien und Neuseeland).
Die meisten Spiele bestritt Sun Wen (20), die auch die meisten Tore (11) erzielte. Sie liegt damit zusammen mit Bettina Wiegmann (Deutschland) auf Platz 5 der Rangliste der besten WM-Torschützinnen.
| Alle WM-Spiele |            |                      |               |   |                       |                          |                                                                                  |
| Nr.            | Datum      | Ergebnis             | Gegner        |   | Austragungsort        | Anlass                   | Bemerkungen                                                                      |
| 1              | 16.11.1991 | 4:0                  | Norwegen      | H | Guangzhou             | Vorrunde                 | Erstes WM-Spiel der Frauen 50. von der FIFA gezähltes Spiel der Chinesinnen      |
| 2              | 19.11.1991 | 2:2                  | Dänemark      | H | Guangzhou             | Vorrunde                 | Erstes Länderspiel gegen Dänemark                                                |
| 3              | 21.11.1991 | 4:1                  | Neuseeland    | H | Foshan                | Vorrunde                 | Erstes Länderspiel gegen Neuseeland                                              |
| 4              | 24.11.1991 | 0:1                  | Schweden      | H | Guangzhou             | Viertelfinale            |                                                                                  |
| 5              | 06.06.1995 | 3:3                  | USA (TV)      | * | Gävle (SWE)           | Vorrunde                 |                                                                                  |
| 6              | 08.06.1995 | 4:2                  | Australien    | * | Västerås (SWE)        | Vorrunde                 |                                                                                  |
| 7              | 10.06.1995 | 3:1                  | Dänemark      | * | Västerås (SWE)        | Vorrunde                 |                                                                                  |
| 8              | 13.06.1995 | 1:1 n. V., 4:3 i. E. | Schweden      | A | Helsingborg (SWE)     | Viertelfinale            |                                                                                  |
| 9              | 15.06.1995 | 0:1                  | Deutschland   | * | Helsingborg (SWE)     | Halbfinale               |                                                                                  |
| 10             | 17.06.1995 | 0:2                  | USA (TV)      | * | Gävle (SWE)           | Spiel um Platz 3         |                                                                                  |
| 11             | 19.06.1999 | 2:1                  | Schweden      | * | San José (USA)        | Vorrunde                 |                                                                                  |
| 12             | 23.06.1999 | 7:0                  | Ghana         | * | Portland (USA)        | Vorrunde                 |                                                                                  |
| 13             | 26.06.1999 | 3:1                  | Australien    | * | East Rutherford (USA) | Vorrunde                 |                                                                                  |
| 14             | 30.06.1999 | 2:0                  | Russland      | * | San José (USA)        | Viertelfinale            |                                                                                  |
| 15             | 04.07.1999 | 5:0                  | Norwegen (TV) | * | Boston (USA)          | Halbfinale               | Höchster Sieg in einem WM-Halbfinale der Frauen und gegen einen Titelverteidiger |
| 16             | 10.07.1999 | 0:0 n. V., 4:5 i. E. | USA           | A | Los Angeles (USA)     | Finale                   |                                                                                  |
| 17             | 21.09.2003 | 1:0                  | Ghana         | * | Carson (USA)          | Vorrunde                 |                                                                                  |
| 18             | 25.09.2003 | 1:1                  | Australien    | * | Carson (USA)          | Vorrunde                 |                                                                                  |
| 19             | 28.09.2003 | 1:0                  | Russland      | * | Portland (USA)        | Vorrunde                 |                                                                                  |
| 20             | 02.10.2003 | 0:1                  | Kanada        | * | Portland (USA)        | Viertelfinale            |                                                                                  |
| 21             | 12.09.2007 | 3:2                  | Dänemark      | H | Wuhan                 | Vorrunde                 |                                                                                  |
| 22             | 15.09.2007 | 0:4                  | Brasilien     | H | Wuhan                 | Vorrunde                 | Höchste Niederlage eines WM-Gastgebers der Frauen                                |
| 23             | 20.09.2007 | 2:0                  | Neuseeland    | H | Tianjin               | Vorrunde                 |                                                                                  |
| 24             | 23.09.2007 | 0:1                  | Norwegen      | H | Wuhan                 | Viertelfinale            |                                                                                  |
| 25             | 06.06.2015 | 0:1                  | Kanada        | A | Edmonton (CAN)        | Vorrunde/Eröffnungsspiel |                                                                                  |
| 26             | 11.06.2015 | 1:0                  | Niederlande   | * | Edmonton (CAN)        | Vorrunde                 |                                                                                  |
| 27             | 15.06.2015 | 2:2                  | Neuseeland    | * | Winnipeg (CAN)        | Vorrunde                 |                                                                                  |
| 28             | 20.06.2015 | 1:0                  | Kamerun       | * | Edmonton (CAN)        | Achtelfinale             | Erstes Länderspiel gegen Kamerun 500. Länderspiel der Chinesinnen                |
| 29             | 26.06.2015 | 0: 1                 | USA           | * | Ottawa (CAN)          | Viertelfinale            |                                                                                  |
| 30             | 08.06.2019 | 0:1                  | Deutschland   | * | Rennes (FRA)          | Vorrunde                 |                                                                                  |
| 31             | 13.06.2019 | 1:0                  | Südafrika     | * | Paris (FRA)           | Vorrunde                 |                                                                                  |
| 32             | 17.06.2019 | 0:0                  | Spanien       | * | Le Havre (FRA)        | Vorrunde                 |                                                                                  |
| 33             | 25.06.2019 | 0:2                  | Italien       | * | Montpellier (FRA)     | Achtelfinale             |                                                                                  |
| 34             | 22.07.2023 | 0:1                  | Dänemark      | * | Perth (AUS)           | Vorrunde                 |                                                                                  |
| 35             | 28.07.2023 | 1:0                  | Haiti         | * | Adelaide (AUS)        | Vorrunde                 | Erstes Spiel gegen Haiti                                                         |
| 36             | 01.08.2023 | 1:6                  | England       | * | Adelaide (AUS)        | Vorrunde                 |                                                                                  |

Anmerkung: Fett gedruckte Mannschaften waren zum Zeitpunkt des Spiels Meister ihrer Konföderation.
Die chinesische Mannschaft erzielte ihre höchsten Siege gegen folgende Länder bei WM-Turnieren:
- Ghana 7:0 (1999, Vorrunde)
- Haiti 1:0 (2023, Vorrunde)
- Kamerun 1:0 (2015, Achtelfinale) – erstes Länderspiel gegen Kamerun
- Norwegen 5:0 (1999, Halbfinale) – höchster Sieg gegen einen Titelverteidiger
- Russland 2:0 (1999, Viertelfinale) – zudem ein 2:0 in einem Freundschaftsspiel und ein 3:1 beim Vier-Nationen-Turnier 2005

Nur gegen den späteren Vizeweltmeister Brasilien und Europameister England kassierte die chinesische Mannschaft eine ihrer höchsten Niederlagen bei einem WM-Turnier: 0:4 (2007 in der Vorrunde) bzw. 1:6 (2023 in der Vorrunde)

## Rekorde

### Spielerinnen
- Das erste Weltmeisterschaftstor: Ma Li nach 22 Minuten im Eröffnungsspiel 1991 gegen Norwegen bei der WM 1991.[12]
- Erste Torhüterin, die einen Elfmeter halten konnte: Zhong Honglian am 16. November 1991 gegen Norwegen im ersten WM-Spiel.[13]
- Die meisten gehaltenen Elfmeter im Elfmeterschießen: Gao Hong (1995), Ayumi Kaihori/Japan (2011), Hope Solo/USA (2011) je 2 Elfmeter.

### Mannschaft
- Höchster Sieg gegen einen Titelverteidiger: VR China gegen Norwegen 5:0 im Halbfinale 1999
- Zweimal schoss der unterlegene Finalist auf dem Weg ins Finale mehr Tore pro Spiel als der Weltmeister: VR China (1999, 3,8 Tore/Spiel vs. USA 3,6 Tore/Spiel) bzw. USA (2011, 2,2 Tore/Spiel vs. Japan 2,0 Tore/Spiel).
- Die meisten Remis-Spiele: VR China und USA (je 6; inkl. Spiele, die durch Elfmeterschießen entschieden wurden)
- Die häufigste Viertelfinalpaarung (2×) war VR China gegen Schweden (1991 und 1995)
- Höchster Sieg bei einem WM-Turnier: 1999 in den USA – VR China gegen Ghana 7:0 in der Vorrunde
- Höchster Sieg in einem Halbfinale: 1999 in den USA – VR China gegen Norwegen 5:0

### Gegner
- Der erste vergebene Elfmeter: Tone Haugen (Norwegen) im 1. WM-Spiel am 16. November 1991 gegen die VR China
- Der schnellste Platzverweis: Alicia Ferguson (Australien) im Spiel gegen die VR China bei der WM 1999 (Endstand 3:1) nach 2 Minuten

### Zuschauer
- Das Spiel mit den meisten Zuschauern: Das Finale der WM 1999 USA – VR China mit 90.185 Zuschauern

### Negativrekorde
- Erste Mannschaft, die ein Finale im Elfmeterschießen verlor: 1999 VR China – USA 4:5 i. E.
- Die meisten Niederlagen in K.-o.-Spielen: VR China und Norwegen (je 6, davon je 1 durch Elfmeterschießen)
- Höchste Niederlage eines Gastgebers: VR China – Brasilien 0:4, Vorrunde 2007
- Erste Mannschaft, die ein Eröffnungsspiel durch einen Elfmeter und in der Nachspielzeit verlor: 0:1 gegen Kanada, 2015
- Einziger Gastgeber mit negativer Tordifferenz in der Vorrunde: 2007 - 5:6